# Audi A7
L'Audi A7 è un'automobile di segmento E prodotta dalla casa automobilistica tedesca Audi in due generazioni, a partire dal 2010.

## Il contesto

### Prima serie 2010-2017
Presentata il 26 luglio 2010 a Monaco di Baviera, la A7 Sportback è un'autovettura del tipo coupé a cinque porte con carrozzeria fastback, basata sulla stessa piattaforma dell'Audi A6 e concorrente della Mercedes-Benz CLS e della BMW Serie 6 Gran Coupé.
La prima generazione è stata prodotta dall'estate del 2010 fino al 2017

### Seconda serie 2017-2025
La seconda generazione (nome in codice Type C8), realizzata sulla nuova piattaforma ha esordito nell'ottobre 2017 con le vendite iniziata a febbraio 2018. Sulla base di questa generazione, grazie alla joint venture cinese SAIC-Volkswagen, l'Audi a settembre 2021 ne ha presentato una versione a passo lungo a tre volumi e quattro porte chiamata A7L, prodotta e venduta esclusivamente per il mercato cinese.

## Galleria fotografica
|            | Audi A7 C7 | Audi A7 C8 |
| ---------- | ---------- | ---------- |
| Produzione | 2010-2017  | 2017- 2025 |
| Fronte     |            |            |
| Retro      |            |            |
| Restyling  |            | -          |